# 秀嶋賢人
秀嶋 賢人（ひでしま よしひと、1954年1月24日 - ）は、日本の劇作家・映画監督。福岡県福岡市出身。実家は、幕末に佐賀藩でアームストロング砲の開発研究に当たった秀島藤之助の分家の一派で、祖父の代に福岡市に移り、以降も定住している。

## 来歴
高校演劇コンクールで博多祇園山笠の追い山を舞台にした処女作『あの河を泳ぎぬけ』で創作脚本賞を受賞する。早稲田大学在学中に「劇団回り舞台」を設立。大学卒業後、アートシアター宿を拠点に『流転』『時流』といった作品を上演した。
東宝現代劇戯曲科に入所後、演劇企画室長の渡辺保や演劇評論家の藤木宏幸、演出家の増見利清らに師事する。俳優養成所の講師の傍ら、教育・CMの企画制作会社に勤務。その後、秀嶋賢人事務所を開設する。法人化後、事務所を「フォア・ザ・ワン・プロジェクト」と改名した。
事務所では、プランニング・プロデュース事業をてがけ、『北京医科大学蓼科漢方センター』は中国の学術機関と地域事業体との初の合弁事業であった。平和をテーマに沖縄県・長崎市・広島市の青年たちを結んだ『Lives Run’98―いのちといのちのバリアフリー』では広島グリーンアリーナに1万人を動員した。
イラク戦争前にはロサンゼルスの市民ラジオ放送局KPFKやニューヨークの9.11遺族会、市民新聞INDEPENDENTを取材。NPOのJVC、JENやJHP・学校をつくる会、シャンティボランティア会とも親交を結んだ。
また、教育・社会問題を考える『生きる力を育む教育シンポジウム』をプロデュースするとともに、社会学者宮台真司、精神科医斎藤環、教育評論家尾木直樹と教育問題、人権問題をテーマとしたWEB「OUT」を立ち上げ、大人の固定した価値観の打破を提唱する。
東日本大震災後、福島県を中心に支援活動をおこなう。このために、NPO法人の市民組織「Social Net Project MOVE」を設立して理事長となる。「福島・東北支援の被災地支援ネットワーク「Smart City　MOVE」設立運営と｢地域新生ITセミナー｣｢福島・東北まつり｣によるFUKUSHIMAモデル創造事業」は、2012年度のトヨタ財団助成事業（2012年度東日本大震災対応「特定課題」助成のうち「冬助成　地域間連携助成」）に選定された。このほか、2015年・2016年チャレンジふくしま風評対策委託提案事業と2017年・2018年・2019年・2020年福島県ふるさと・きずな維持・再生支援事業にそれぞれ選定されている（2020年度は辞退）。2023年コロナ禍後、「ふくしま未来メッセージ　海を守る理科実験・子ども交流事業」を実施した。
芸能事務所・プロダクションや俳優から日本の古典文化・伝統芸能を基本にした演技指導に定評があり、古典を応用した独自のワークショップメソッドを持っている。演出家鈴木忠志が開発した鈴木メソッドの強い影響がみられるが、映像演技に活用できるようにこれを独自にアレンジしている。不定期にワークショップ「花塾」を開催している。
2018年企画・監督・脚本を担当した、岩手・宮城・福島の被災地3県のいまを世界に発信する東京都制作youtube動画と英語版HP“Never forget you from IWATE MIYAGI FUKUSIMA”（邦題『あなたを忘れない　－岩手・宮城・福島から世界へ－』）は世界156か国で視聴回数50万件超を記録している。被災地東北3県の高校生の未来へ向けた活動を紹介した『2020年と、その次の未来へ（2020 and beyond)』（企画・脚本・監督）は、コロナ禍で公開が延期されたが、2020年11月に公開された。
2020年11月より2023年10月までNPO法人明るい社会づくり運動の理事。

## 作品

### 演劇
- 『あの河を泳ぎ抜け』（高校演劇コンクール創作脚本賞）
- 『流転』（劇団回り舞台・東芸劇場公演）

### 映像
- 『東京芸術大学100周年』（東京芸術大学・芸術資料館収蔵）
- 『ロスト・オブ・マインド』（宝島社）
- 『尾崎豊eyes』（日本コダック）
- 『ラブレター』（主演:藤田弓子）
- 『見えないライン』（主演:三田村邦彦、すかがわ国際短編映画祭招待作品）
- 『白紙のページ』（東映、教育映像祭推奨優秀賞作品賞）
- 『配偶者虐待』（東映、教育映像祭推奨優秀作品賞）
- 『女性の人権シリーズ　モラルハラスメントを許さない』（文部科学省選定作品）
- 『誇り』(江古田映画祭上映作品）
- 『みんな生きている』（ポレポレ映画祭観客賞）
- 『君が笑っていた　―ソーシャルディスタンスの罠―』（2020年度文化庁「文化芸術・スポーツ活動の継続支援事業作品」）。
- 『一瞬の雨』（主演:中島ひろ子）(2021年度文化庁Arts for Future!支援事業二次募集選定作品）

### 著書
- 『思春期の心をつかむ会話術』学陽書房。
- 『ロスト・オブ・マインド』宝島社
- 『復活への公式』さくら社